# Haviland (Kansas)
Haviland è una città degli Stati Uniti d'America, nella contea di Kiowa, nello Stato del Kansas.